# Edipo y la esfinge (Ingres)
Edipo y la esfinge ( o Edipo explica el enigma de la Esfinge) es una obra de juventud del pintor francés Jean Auguste Dominique Ingres. Realizado en estilo neoclásico, representa el momento en el que Edipo revela la solución del enigma propuesto por la Esfinge para evitar su muerte.
La obra distingue, por medio del contraste entre la luz que destaca al héroe y la oscuridad sobre la Esfinge, el contraste entre la inteligencia y la fuerza bruta. A los pies, los restos humanos en la abertura de la caverna de quienes no pudieron desentrañar el misterio.
Ingres realizó un primer estudio de la obra en 1808 en pequeño formato y en 1827 lo pasó al tamaño definitivo, ampliando el lienzo a derecha, izquierda y parte superior, modificó la pose de la Esfinge y la escena con otros detalles añadidos, incluyendo ahora el hombre a la derecha que huye y los restos humanos en la esquina inferior izquierda. En noviembre de 1827 Ingres expuso la obra en el Salón, siendo bien recibida.
El cuadro está firmado y fechado en 1808 abajo a la izquierda y lo vendió en 1829. Entró al Louvre en 1878.
Un pequeño boceto al óleo de 1826 para probar la recomposición se encuentra en la National Gallery de Londres, y fue una vez propiedad de Edgar Degas, quien lo compró hacia 1897.
En 1864 Ingres pintó una tercera versión de menor tamaño que la primera versión, con la composición invertida y variaciones en algunos detalles, que se encuentra en el Museo de Arte Walters de Baltimore.